# Гордеев, Иосиф Григорьевич
Иосиф Григорьевич Гордеев (10 марта 1903 — ?) — российский и советский военный деятель, участник Великой Отечественной войны, командир 98-й танковой бригады, полковник (20.11.1944).

## Биография

### Начальная биография
Родился 10 марта 1903 года в деревне Низки Михайловского уезда Рязанской губернии. Русский.
Образование. Окончил Одесскую пехотную школу (1925), Ленинградские бронетанковые КУКС (1932), АКТУС при Военной академии механизации и моторизации (1936), академические КОУС при Военной академии БТ и МВ (1943).

### Служба в армии
С октября 1922 по август 1925 года курсант Одесской пехотной школы.
С августа 1925 года - командир стрелкового взвода и взвода полковой школы в 11-м стрелковом полку, политрук роты и командир роты в 10-м стрелковом полку 4-й стрелковой дивизии (Белорусский ВО).
В танковых войсках с 1931 года, в марте 1932 года окончил Ленинградские бронетанковые КУКС.  
С марта 1932 года - командир роты 32-го отд. танкового батальона (г. Куйбышев). 
С декабря 1934 года - командир учебной ротой этого же батальона в составе ОКДВА. С июля 1936 года - начальник штаба 202-го отд. танкового батальона Особой Краснознамённой Дальневосточной армии. 
С мая 1938 года - командир батальона в 8-м легко-танковом полку 2-й отд. Краснознамённой армии. 
Участник боёв на озере Хасан и Халхин-Гол в 1938-1939 годах, где был награждён орденом Красной Звезды.
С июля 1940 года - зам. начальника штаба 19-й отд. лёгкой танковой бригады 15-й армии. Приказом НКО № ? от 24.04.1941 года назначен начальником отделения тыла штаба 60-й танковой дивизии 30-го механизированного корпуса Дальневосточного фронта.

### В Великую Отечественную войну
Начало Великой Отечественной войны встретил в занимаемой должности. Осенью 1941 года дивизия направлена в состав войск 4-й отдельной армии и с 27 октября 1941 года участвовала в Тихвинских оборонительной и наступательной операциях. В ходе их майор И. Г. Гордеев временно командовал 121-м танковым полком и и.д. начальника 5-го отделения штаба дивизии. 
С 20 января 1942 года - врид начальника штаба дивизии. 
С 10 февраля 1942 года - командир 98-й танковой бригады, которая вела бои в составе 4-го гв. стрелкового корпуса Ленинградского фронта. В районе дер. Добрая Ленинградской область 27 марта подполковник И. Г. Гордеев был ранен и направлен в госпиталь. 
С мая 1943 года - заместитель начальника 1-го Харьковского танкового училища.

### После войны
После войны продолжал служить заместителем начальника 1-го Харьковского танкового ордена Ленина училища им. Сталина. Награждён орденом Красного Знамени. В представлении к награде сказано: 

Подполковник Гордеев И. Г. В Красной Армии с 1922 года. Член ВКП (б) с 1927 года. В танковых частях с 1931 года, занимал должности до командира бригады включительно.
Участник боёв у озера Хасан, Халхин-Гол, за что был награжден Орденом Красной Звезды.
Участник Отечественной войны. На фронт прибыл в 1941 году с 60 танковой дивизией в качестве начальника штаба дивизии. В дальнейшем командовал 98 танковой бригадой.
На фронте пробыл до 1943 года (точнее, до конца марта 1942 года). Выбыл по ранению. Участвовал в боях за освобождение города Тихвин, Оскуй и станции Тигода, а также в районе Синявино, Дубровка, Погост и Зенино Ленинградской области.
Во время четвертой атаки укрепленного немецкого пункта деревни Добрая (30 марта 1942 года) получил тяжелое ранение в область живота с повреждением позвоночника. Последний склепан металлическими пластинками и при операции удалена часть кишок.
Несмотря на такое тяжелое ранение и тяжелое физическое состояние, подполковник Гордеев, работая заместителем начальника училища, проявляет исключительную настойчивость, прилежность в деле борьбы за улучшение качества учебного процесса по подготовке офицерских кадров танкистов, используя при этом весь тот большой опыт Отечественной войны, который он имеет.
В своей работе последователен, организован и добивается поставленной задачи, чем значительно повлиял на улучшение процесса учебной подготовки в училище.
Товарищ Гордеев волевой офицер, вместе с этим очень чуткий и скромный товарищ.
Политически грамотный, идеологически выдержан, морально устойчив. В партийной жизни принимает активное участие. Делу партии Ленина - Сталина и Социалистической Родине предан.
Достоин правительственной награды Ордена Красного Знамени.
Начальник Училища, генерал-майор танковых войск Делаков
28 сентября 1944 года— 
С апреля 1951 года— старший преподаватель, начальник учебной части военной кафедры Харьковского политехнического института. 
В апреле 1954 года уволен в отставку (по болезни).
Дата и место смерти не установлено.

## Награды
- Орден Ленина (06.11.1947)[3]
- Орден Красного Знамени (3.11.1945)[4]
- Орден Красного Знамени (24.2.1945)[2]
- Орден Красного Знамени (21.08.1953)[5]
- Орден Отечественной войны I степени (24.02.1945)[6]
- Орден Красной Звезды (16.08.1936)[1]
- Медаль «За оборону Ленинграда» (22.12.1942)[7]
- Медаль «За победу над Германией в Великой Отечественной войне 1941—1945 гг.» (9 мая 1945[8])[9]
- Медаль «30 лет Советской Армии и Флота»[10]

## Память
- Его имя увековечено в Главном Храме Вооружённых сил России, и навсегда запечатлено на мемориале «Дорога памяти»
- На могиле установлен надгробный памятник